# Friedrich Julius von Mützschefall
Friedrich Julius von Mützschefall (* 29. Januar 1693 in Klettenberg; † 5. August 1761 in Liegnitz) war ein preußischer Generalmajor, Chef des Garnisonsregiments Nr. 2 sowie Erbherr auf Klettenberg, Branderode, Liebenrode und Kleinwechsungen.

## Leben

### Herkunft
Seine Eltern waren der Hauptmann Bodo Heinrich von Mützeschfall (* 12. November 1652), Erbherr auf Klettenburg, Branderode, Liebenrode und Kleinwechsungen, und dessen Ehefrau Anna Marie, geborene von Campe aus dem Haus Kirchberg.

### Militärlaufbahn
Mützschefall ging 1711 in preußische Dienste und kam in das Infanterieregiment „von Dönhof“. Dort wurde er am 10. Juli 1716 Fähnrich, am 4. April 1721 Sekondeleutnant und am 16. Dezember 1728 Premierleutnant. Am 28. April 1729 wurde er in das Garnisonsbataillon „Raders“ versetzt. 1733 wechselte er als Hauptmann in Sachsen-Eisenachsche Dienste. In den Jahren 1733/35 nahm er am Rheinfeldzug teil, wo er 1734 Major wurde. 1738 wurde er Oberstleutnant und fürstlicher Kammerjunker. Von dort wechselte er am 2. Dezember 1741 zurück in preußische Dienste. Er kam als Oberstleutnant in das Garnisonsregiment „von Natalis“. Dort wurde er am 6. August 1742 Oberst und Chef des Regiments. 1744 wurde er mit dem Regiment nach Glatz versetzt, wo er am 29. August 1744 einrückte. Seine Vorgesetzten bemerkten positiv, dass es keine Desertationen gegeben hatte. Während des Zweiten Schlesischen Kriegs verblieb er in Glatz. Am 10. Januar 1746 wurden drei Kompanien nach Züllichau, fünf nach Cottbus, zwei nach Sommerfeld und die beide Grenadierkompanien nach Glogau verlegt. Am 14. August 1747 erhielt er Urlaub, um nach Bad Pyrmont zur Kur zu fahren.
Am 7. Mai 1753 ernannte ihn König Friedrich II. zum Generalmajor und verlieh ihm den Orden Pour le Mérite. Am 29. Juli 1755 wurde das Regiment um zwei Bataillone vergrößert. Zu Beginn des Siebenjährigen Kriegs war er in Glogau stationiert. Mützschefall bat um seine Dienstentlassung, die ihm zum 17. Februar 1759 gewährt wurde. Er starb am 5. August 1761 in Liegnitz.

### Familie
Mützschefall war zweimal verheiratet. Seine erste Frau war Katharina Julia von Oppen (* 1705; † 2. März 1739) aus dem Haus Gatersleben. Nach dem Tod seiner ersten Frau heiratete er 1740 Lucie Sophie von Witzleben (* 17. September 1712; † 23. März 1777). Er hatte Kinder aus beiden Ehen:
- Wilhelm Heinrich (* 1731; † 5. Dezember 1755 bei Leuthen), Leutnant im Infanterie-Regiment Nr. 8[1]
- Karl Christian Friedrich (* 6. Dezember 1733; † 1803), Landrat im Kreis Oels, Herr auf Pluskau ⚭ 1768 Freiin Charlotte Sophie von Wechmar (* 23. Oktober 1744; † 12. November 1803)
- Karl Friedrich (* 6. Dezember 1737), Hauptmann im Infanterie-Regiment Nr. 36
- Dorothea Sophie (* 28. Februar 1739; † 31. Juli 1803) ⚭ N.N. von Gersdorf
- Bodo Ludwig (* 20. Juni 1742; † 25. Januar 1808), Major im Infanterie-Regiment Nr. 42, Herr auf Tschitstey (Tschistey), Sandewalde und Klein-Belsch (Kr. Wohlau) ⚭ Helene Karoline Angelike von Kessel und Zeutsch (* 10. Februar 1749; † 19. Dezember 1813)